# Bonifacio Borreiros
Bonifacio Borreiros Fernández (Ferrol, La Coruña, 1 de agosto de 1953 - Ferrol, 5 de diciembre de 2006) fue un político español cuya trayectoria política discurrió principalmente en el ámbito gallego.

## Biografía
Estudió Medicina en Santiago de Compostela, y allí comenzó su andadura política dentro de los movimientos que luchaban por el cambio democrático, así como su acercamiento al PSOE. Diputado en el Parlamento de Galicia (1990-1993) y director general de Cultura en el gobierno del socialista Fernando González Laxe, diputado en el Congreso, fue el candidato socialista a la alcaldía de Ferrol en las elecciones municipales de 1999. Tras el pacto con el BNG fue primer teniente de alcalde con Xaime Bello durante algo más de un año hasta que fue sustituido por Amable Dopico. Expedientado por el PSdeG-PSOE por la sustitución del portavoz municipal socialista dejó el partido en febrero de 2003 y encabezó la candidatura de Acción Ciudadana de Ferrol en las elecciones municipales de Ferrol, la cual, con el 4,79% de los votos no consiguió representación en el consistorio.
Falleció a los 51 años de edad, después de una larga enfermedad el 5 de diciembre de 2006.
- Datos: Q8250739